# Vörös kardinálispinty
A vörös kardinálispinty vagy északi kardinálispinty (Cardinalis cardinalis) a madarak osztályának verébalakúak (Passeriformes) rendjébe és a kardinálispintyfélék (Cardinalidae) családjába tartozó faj.

## Rendszerezése
A fajt Carl von Linné svéd természettudós írta le 1758-ben, a Loxia nembe Loxia cardinalis néven.

## Alfajai
- Cardinalis cardinalis affinis Nelson, 1899
- Cardinalis cardinalis canicaudus Chapman, 1891
- Cardinalis cardinalis cardinalis (Linnaeus, 1758)
- Cardinalis cardinalis carneus (Lesson, 1842)
- Cardinalis cardinalis clintoni (Banks, 1963)
- Cardinalis cardinalis coccineus Ridgway, 1873
- Cardinalis cardinalis flammiger J. L. Peters, 1913
- Cardinalis cardinalis floridanus Ridgway, 1896
- Cardinalis cardinalis igneus S. F. Baird, 1860
- Cardinalis cardinalis littoralis Nelson, 1897
- Cardinalis cardinalis magnirostris Bangs, 1903
- Cardinalis cardinalis mariae Nelson, 1898
- Cardinalis cardinalis phillipsi Parkes, 1997
- Cardinalis cardinalis saturatus Ridgway, 1885
- Cardinalis cardinalis seftoni (Huey, 1940)
- Cardinalis cardinalis sinaloensis Nelson, 1899
- Cardinalis cardinalis superbus Ridgway, 1885
- Cardinalis cardinalis townsendi (Van Rossem, 1932)
- Cardinalis cardinalis yucatanicus Ridgway, 1887

## Előfordulása
Észak-Amerikában a Sziklás-hegységtől keletre költ, elterjedési területe Kanada déli részétől délre egészen Floridáig és Mexikóig húzódik. Mivel kedvelt madár betelepítették a Hawaii szigetekre és a Bermudára is.
Természetes élőhelyei a mérsékelt övi erdők,szubtrópusi vagy trópusi éghajlati övezetben lévő síkvidéki esőerdők, cserjések, lápok, mocsarak, folyók és patakok környékén, valamint másodlagos erdők és városi régiók. Állandó, nem vonuló faj.

## Megjelenése
Testhossza 24 centiméter, szárnyfesztávolsága 25-31 centiméter, testtömege 42-48 gramm. A hím tiszta vörös, fekete pofával, hegyes bóbitával és erős vörös csőrrel.
A tojó kevésbé feltűnő. Tollazata barna, vörös bóbitával és csőrrel.
|  |  |

## Életmódja
Magokkal, gyümölcsökkel és rovarokkal táplálkozik. A faágakon és a földön egyaránt keresi a táplálékot. A fészkelési időn kívül a pintyek kisebb rajokba verődnek és nagy területeken kóborolnak.
Dallamos énekét szinte egész évben hallatja. A hím hangja hangos fütty. A tojó is énekel, de lágyabb hangon és ritkábban.

## Szaporodása
Elterjedési területének északi részén csak egy fészekaljat nevel tavasszal, de a déli területeken a fészkelés az év bármely részében előfordulhat, és a költőpár akár négy fészekaljat is felnevelhet egy évben.
A fészket javarészt a tojó építi. A fészek apró szárakból és mohából készül és szőrökkel vagy finom rostokkal bélelt. A fészekalja 1-5 tojásból áll, melyen 11-13 napig kotlik a tojó. A fiókák már 9 naposan gyakran elhagyják a fészket, de a szülőmadarak még három hétig etetik őket.

## Természetvédelmi helyzete
Az elterjedési területe rendkívül nagy, egyedszáma pedig stabil. A Természetvédelmi Világszövetség Vörös listáján nem fenyegetett fajként szerepel.